# Братская епархия
Бра́тская епа́рхия — епархия Русской православной церкви, объединяющая приходы в северной части Иркутской области (в границах Бодайбинского, Братского, Казачинско-Ленского, Катангского, Киренского, Мамско-Чуйского, Нижнеилимского, Усть-Илимского и Усть-Кутского районов). Входит в состав Иркутской митрополии.

## История
6 апреля 1883 года в помощь Иркутским епископам было учреждено Киренское викариатство, тем не менее епископы Киренские постоянно проживали не в Киренске, а в Вознесенском монастыре города Иркутска.
В сентябре 2011 года во время визита Патриарха Кирилла в Иркутскую епархию к нему обратились архиепископ Иркутский и Ангарский Вадим (Лазебный) и губернатор Иркутской области Дмитрий Мезенцев с просьбой учредить ещё одну епархию на территории Иркутской области, которую предложили назвать Братской и Усть-Илимской.
5 октября 2011 года путём выделения из состава Иркутской епархии в границах вышеназванных районов Иркутской области была учреждена Братская епархия. 6 октября 2011 года Братская епархия была включена в состав новообразованной Иркутской митрополии.

## Архиереи
- Максимилиан (Клюев) (18 декабря 2011 — 26 декабря 2019), до 19 декабря 2022 года — в/у
- Константин (Мануйлов) (с 19 декабря 2022 года)

## Благочиния
На конец 2022 года епархия разделена на 6 церковных округов:
- 1-е Братское благочиние
- 2-е Братское благочиние
- Казачинско-Ленское благочиние
- Нижнеилимское благочиние
- Усть-Илимское благочиние
- Усть-Кутское благочиние